# Mario Muscat
Mario Muscat (Paola, 18 agosto 1976) è un ex calciatore maltese, di ruolo portiere.

## Biografia
Anche suo figlio Brandon è un calciatore.

## Carriera
Da sempre portiere dell'Hibernians, nel 2000 ha segnato il suo unico gol in carriera.

## Palmarès

### Club
- Campionato maltese: 4

Hibernians: 1993-1994, 1994-1995, 2001-2002, 2008-2009
- Coppa di Malta: 3

Hibernians: 1998, 2006, 2007
- Supercoppa di Malta: 2

Hibernians: 1994, 2007

### Individuale
- Calciatore maltese dell'anno: 1

1997-1998